# Disque numérique multicouche
Pour les articles homonymes, voir DMD.
Le Digital Multilayer Disk, abrégé en DMD, est un candidat à la succession du DVD. Sa capacité serait de 15 Go.